# Gestion des interactions clients
Pour les articles homonymes, voir GIC.
 (août 2016).
Si vous disposez d'ouvrages ou d'articles de référence ou si vous connaissez des sites web de qualité traitant du thème abordé ici, merci de compléter l'article en donnant les références utiles à sa vérifiabilité et en les liant à la section « Notes et références ».
 (août 2016).
- Si vous ne connaissez pas le sujet, laissez ce bandeau (vous pouvez alors contacter les auteurs).
- Si vous supprimez le contenu mis en cause (vous pouvez préalablement contacter les auteurs),

argumentez précisément cette suppression dans la page de discussion
(un manque de référence n'est pas un argument ; une recherche réelle de référence doit avoir été effectuée, être formellement documentée).
La gestion des interactions clients ou GIC regroupe l'ensemble des solutions et des techniques destinées à prioriser, organiser et distribuer les flux entrants et sortants au sein d'une entreprise. Ces flux sont engendrés par les médias mail, téléphone, SMS, fax, réseaux sociaux, etc. dans de nombreuses entreprises, ils constituent la base des centres de contacts multicanal. Les solutions de GIC permettent d’optimiser le retour sur investissement de ces centres qui facilitent l’omniprésence des entreprises dans l’esprit des consommateurs.

## Les objectifs d'une entreprise moderne
Pour beaucoup d’entreprises aujourd’hui, il est devenu essentiel, dans un objectif d’optimisation du ROI (retour sur investissement) mais également d’amélioration de la satisfaction client, de :
- Regrouper tous les flux, entrants et sortants, provenant des médias téléphone, email, fax, SMS, réseaux sociaux, etc.

- Optimiser les temps de traitement de ces flux

- Les organiser et les prioriser
- Diminuer les temps d’attente téléphonique
- Disposer d’indicateurs qualitatifs fiables sur la satisfaction client
- Motiver les agents / télé-commerciaux[1]

## Fonctionnalités couvertes par la GIC
Une solution de GIC permet à l’entreprise de traiter tout à la fois les appels téléphoniques, les emails, les fax, le tchat, ou encore les courriers ; elle offre donc à l’entreprise le moyen de disposer de données statistiques consolidées et homogènes concernant l’ensemble des interactions (entrantes et sortantes) avec ses clients. L’entreprise peut ainsi s’appuyer sur des données fiables et objectives pour mesurer son activité. Il est également possible d’organiser et de prioriser tous les flux les uns par rapport aux autres, de gérer leur distribution et de superviser efficacement l’ensemble de l’activité. Ces logiciels de GIC peuvent être connectés au CRM de l’entreprise afin d’enrichir la base de données clients, et offrir ainsi une expérience positive et une relation commerciale fluide. 

### Organisation des appels entrants et sortants

#### Identification automatique
Le traitement d’un appel entrant ou sortant peut être une source conséquente de perte de temps. Afin d’y remédier, la solution de Gestion des Interactions Clients permet d’automatiser cette tâche grâce à des scripts. Un seul prérequis : que tous les flux passent par elle avant d’être distribués. Ainsi, lorsqu’un appel arrive, il est identifié automatiquement par la solution de GIC (via le numéro de téléphone du client ou prospect). 
Si cette identification échoue (le numéro est masqué ou inconnu) le client est invité à s’identifier. Si le client n’a pas saisi son numéro au bout de 5 secondes, l’appel est distribué. Lors de la distribution de l’appel entrant, le système teste si le télé-commercial est présent et disponible. Si le télé-commercial dédié est absent ou indisponible (au téléphone, en traitement d’email ou de fax,) l’appel est immédiatement distribué à un autre télécommercial non occupé ; sinon il est mis en attente. 

#### Appels sortants
Lorsqu’un appel est placé en file d’attente, au bout de 30 secondes le client se voit proposer d’être rappelé prioritairement. Ainsi, le rappel automatique permet une mise en relation avec un client qui ne souhaite pas attendre. Ce rappel étant prioritaire, le système de GIC garantit qu’il sera recontacté rapidement. La solution de Gestion des Interactions Clients indique au télé-commercial que l’appel présenté est une demande de rappel (si le client a été reconnu, les coordonnées du client sont affichées). Il n’a plus qu’à cliquer sur « Accepter » pour le lancer. Si le client ne répond pas ou est occupé, l’appel est automatiquement reprogrammé 10 minutes ou 1 heure plus tard.  
Les clients ayant raccroché en file d’attente sont automatiquement enregistrés dans une campagne de rappel automatique. Ainsi, dès qu’un télé-commercial se libère, le client est recontacté même s’il ne l’a pas demandé. 
Enfin, lors d’appels sortants (fidélisation, vente de nouveaux produits, rappels automatiques, etc.), le service clients peut programmer des campagnes. Ainsi, la solution de GIC permet à l’entreprise d’automatiser ses appels et de choisir l’horaire auquel ils seront réalisés.

#### Transfert d'appels
Il est possible que le télé-commercial dédié au client ne soit pas disponible. Parfois, un message lui est laissé afin qu’il effectue un rappel dès qu’il se libère. Cependant, ceux-ci ne sont pas forcément lus ou sont lus trop tard. Pour gagner en efficacité, la solution de GIC va permettre à un agent de transférer un appel s’il n’est pas disponible ou si un collègue n’est pas disponible. L’agent, grâce à la solution de GIC, peut ainsi effectuer un transfert à une personne précise et consulter ses disponibilités.   
Les solutions de GIC peuvent également automatiser les rappels : tout comme pour les appels entrants, elles insèrent les demandes de rappel en file d’attente pour le télécommercial désigné. Si au bout d’un temps défini, il ne s’est pas libéré pour le traiter, ce rappel peut être traité par n’importe quel télé-commercial car il est automatiquement distribué à quelqu’un d’autre. 

#### Priorisation des appels
Grâce aux solutions de GIC, la file d’attente des appels est ordonnancée afin d’assurer la bonne prise en compte des réclamations clients. La file d’attente sera donc triée de manière à traiter en priorité les appels des clients ayant téléphoné en premier. Il est aussi possible de trier cette file d’attente selon le niveau de priorité du client (client VIP) ou éventuellement de combiner ces deux critères. Grâce à cet ordonnancement, les clients les plus importants sont traités en priorité en cas de saturation.  
Grâce à l’identification automatique des appels et à la composition instantanée du numéro, l’entreprise peut gagner un temps précieux. Les rappels automatiques ainsi que la distribution et le transfert des appels ou rappels, permettent de réduire le temps d’attente et d’optimiser le temps de traitement. La priorisation des appels grâce à plusieurs critères et l’ordonnancement des files d’attente diminuent le risque de perte de clients importants. Enfin, les appels sont pris en compte dans les statistiques de la solution de GIC (nombre d’appels effectués, durée, qualification, poste appelé, etc.)

### Traitement des emails et fax
Dans certaines structures, les emails reçus sont transférés vers une adresse email générique ou vers les adresses email professionnelles. Les solutions de GIC permettent d’automatiser, de pré qualifier, puis de faciliter la gestion des accusés de réception et la saisie des réponses. 
Le traitement des emails par une solution de GIC peut aider les télé-commerciaux dans la saisie des réponses au client, car elle propose des bibliothèques d’emails types et de textes types. Les messages automatiques peuvent être formulés ainsi (il s’agit là d’un exemple d’accusé de réception) :  « Bonjour, nous avons bien reçu votre message (référence #1234). Nous vous en remercions et vous assurons de le traiter dans les meilleurs délais. »  
Ce système permet aux télé-commerciaux de répondre aux clients avec un minimum de saisie. En effet, ils n’ont qu’à cliquer sur des textes pré formatés, puis valider l’envoi. S’ils le souhaitent, ils peuvent inclure les données du client telles que le nom ou l’adresse afin de personnaliser l’email envoyé. Ce système améliore ainsi la qualité des réponses, car il minimise les risques de fautes ou coquilles, tout en accélérant le temps de traitement. 
Comme pour les appels entrants, les emails et fax peuvent être triés en tenant compte, par exemple, en priorité de leur ordre d’arrivée ou de l’importance des clients. Les données sont également incluses dans les statistiques de la solution de GIC. La gestion des fax se fait de manière similaire à la gestion des emails. Pour chaque télécopie reçue, un serveur de fax envoie à la solution de GIC un email contenant en pièce jointe le fax reçu. Dans l’objet ou le corps de l’email apparait le numéro de l’émetteur qui permet à la solution de GIC d’identifier l’expéditeur. Le traitement des emails et fax par une solution de GIC répond donc aux problématiques d’organisation et de priorisation des flux, d’optimisation du temps de traitement et d’accès aux données statistiques. 

### Connexion GIC/CRM
Certaines solutions de Gestion des Interactions Clients permettent de réaliser un couplage avec le CRM de l’entreprise. Ce couplage offre la possibilité de prioriser des appels dans la solution de GIC et de gérer les rappels automatiques en cas de non réponse, de numéro occupé, de répondeur, etc. 
Il rend également possible la remontée automatique de fiche qui permet de gagner 2 à 3 secondes supplémentaires, car l’agent n’a pas besoin de rechercher manuellement le contact. Cela réduit les durées d’appels et le client est instantanément reconnu.  
Le couplage téléphonie-informatique optimise également les infrastructures existantes en intégrant le « click to call ». De cette manière, l’agent peut joindre automatiquement les clients depuis son logiciel Métier. Il n’est plus obligatoire de saisir manuellement le numéro du correspondant sur le clavier téléphonique : il suffit juste de sélectionner grâce à la souris le numéro à appeler dans le CRM, puis de taper sur une touche fonction qui lancera l’appel. Ce couplage entre la solution de GIC et le CRM de l’entreprise diminue le temps consacré à l’identification manuelle du client et répond donc à la problématique d’optimisation du ROI.  

### L'activité de conseiller enrichie grâce à la GIC
Afin d’optimiser le ROI d’une entreprise, il est essentiel de mobiliser tous les collaborateurs d’une entreprise. Les télé-commerciaux étant au cœur des interactions avec les clients, il est primordial de leur exposer les enjeux de la relation client et de l’optimisation du retour sur investissement, de les sensibiliser et de les motiver.  
Beaucoup d'entreprises utilisent les indicateurs statistiques des solutions de GIC afin de motiver les conseillers et améliorer de manière notable la qualité de leur travail, grâce à des primes tenant compte de critères factuels tels que : 
- Le taux d’appels décrochés (le taux d’appels présentés non décrochés doit être négligeable, inférieur à 5%)
- La durée de conversation
- Le nombre de tâches (appels, emails, fax) traitées
- La satisfaction client

D’autres sociétés utilisent la mesure de la qualité. Des indicateurs fiables permettent de motiver et de sensibiliser les télé-commerciaux à la satisfaction des clients : 
- Taux d’appels décrochés : ce taux permet de limiter considérablement les appels non pris et donc les temps d’attente des clients
- Taux d’appels pris et reçus par rapport au taux global du groupe : ce taux a l’avantage d’influencer directement la qualité de service perçue par les clients
- Appréciation des clients (il est possible, avec certaines solutions de GIC, de réaliser des enquêtes à chaud, c’est-à-dire de proposer un questionnaire à remplir immédiatement après l’appel)
- Nombre de tâches traitées dans la journée (attention néanmoins à ce que cela ne se fasse pas au détriment de la qualité)
- Temps de travail / Temps de pause